# Sergio Ramírez
Pour les articles homonymes, voir Ramírez.
Sergio Ramírez Mercado, né le 5 août 1942 à Masatepe, est un écrivain, avocat, journaliste et homme d'État nicaraguayen. Il remporte le Prix Cervantes en 2017.
Ancien vice-président de Daniel Ortega pendant le gouvernement du Front sandiniste de libération nationale (1985-1990), il qualifie en 2018 de « dictature » le régime d'Ortega (revenu au pouvoir en 2007), et doit s'exiler en Espagne en 2021, après l'émission d'un mandat d'arrêt à son encontre,. En février 2023, il est privé de sa nationalité nicaraguayenne.

## Biographie
Il est le second fils de Pedro Ramirez Gutiérrez et Luisa Mercado Gutiérrez.
Encore étudiant, il fonde la revue Ventana en 1960 avec Fernando Gordillo. Il publie son premier livre, Cuentos, en 1963, et devient l'une des figures de la nouvelle génération littéraire nicaraguayenne. Il obtient son diplôme à l'université de Léon en 1964, avant de poursuivre ses études à Berlin de 1973 à 1975, grâce à une bourse accordée par l'Office allemand d'échanges universitaires. Il est élu secrétaire général de la Confédération des universités d'Amérique centrale en 1968 et 1976.
En 1977, il participe à la création du groupe d'artistes et d'intellectuels nicaraguayens, Les Douze, qui s'oppose au gouvernement d'Anastasio Somoza. Puis, il fait partie en 1979 de l'Assemblée de Gouvernement qui a pris le pouvoir à la chute du dictateur. Il est nommé vice-président du gouvernement (1984) par le Front sandiniste de libération nationale, et préside le Conseil national de l'Éducation.Dans un entretien avec Jean-Claude Buhrer il fait le point de la situation dans "Le Monde"(15 février 1984). Il a fondé la Editorial Nueva Nicaragua en 1981.
Aux élections présidentielles de février 1990, il soutient la nouvelle présidente élue, Violeta Barrios de Chamorro, et reçoit, la même année, l'Ordre Carlos Fonseca, qui est la plus importante décoration du FSLN. De 1990 à 1995, il préside le banc sandiniste à l'Assemblée nationale du Nicaragua, et est élu membre de la direction nationale de ce parti en 1991. En 1994, il rompt avec Ortega, et fonde en mai 1995 le Mouvement de la rénovation sandiniste (MRS), de tendance centre-gauche.
Journaliste, il est chroniqueur dans plusieurs journaux hispanophones, dont les quotidiens El País (Espagne), El Tiempo (Colombie), La Jornada (Mexique), El Nacional (Venezuela), La Prensa (Nicaragua) et La Opinión (Californie).
Il a également été professeur à l'université du Maryland entre 1999 et 2000, et à l'université libre de Berlin. Il est membre de l'Académie nicaraguayenne de la langue, membre associé de l'Académie royale espagnole, et a été juré des festivals cinématographiques de Carthagène (1993) et Huelva (2002). Il a été fait docteur honoris causa de l'université Blaise-Pascal (Clermont-Ferrand II) en 2000.

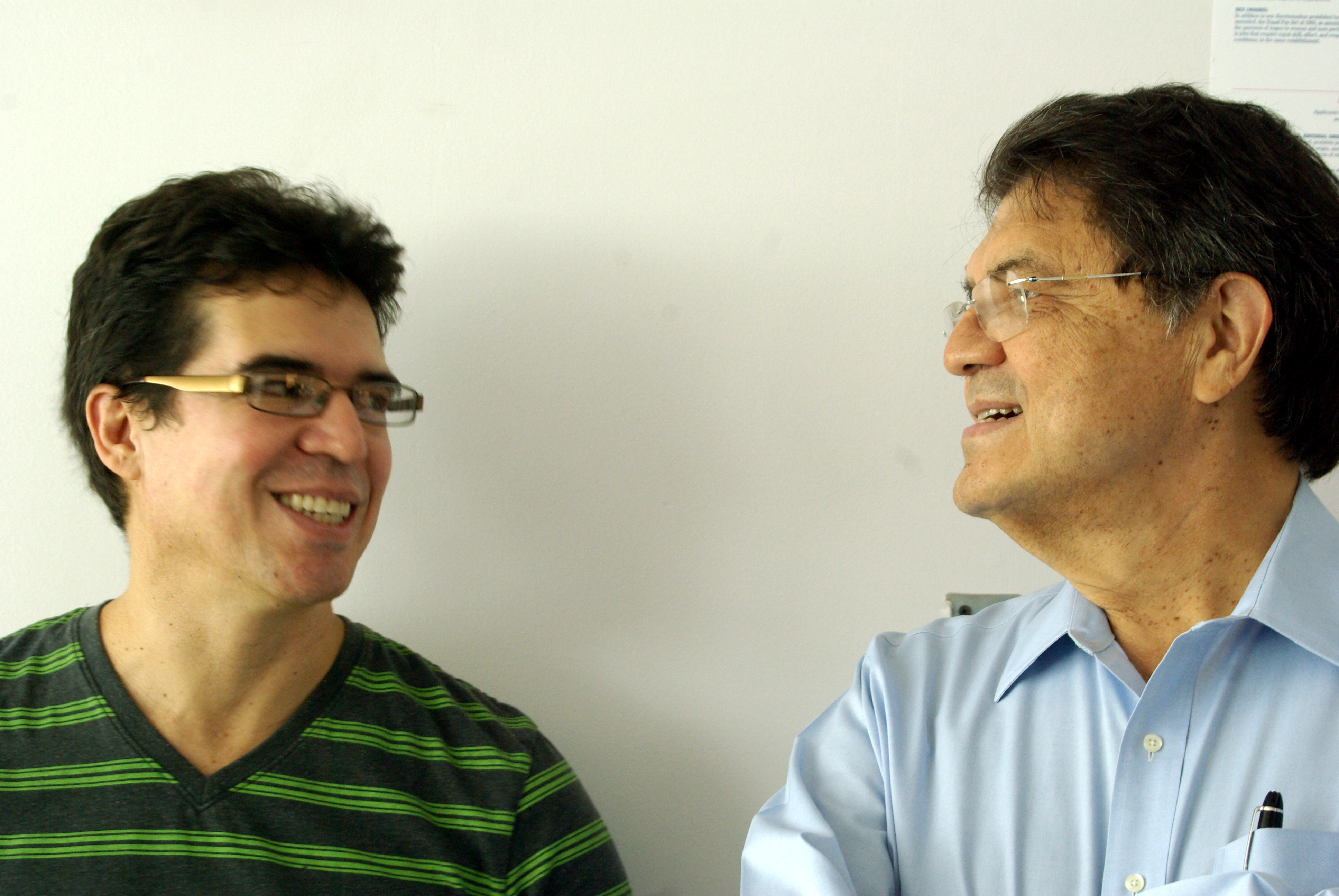
Sergio Ramírez (à droite) avec l'écrivain Bolivien Edmundo Paz Soldán, en 2011.

En 2017, il reçoit le prix Cervantes, la plus haute distinction littéraire dans le monde hispanophone.
En 2018, lors des manifestations au Nicaragua, Sergio Ramírez appelle le peuple à démocratiser le régime et déclare « Oui, le régime de Daniel Ortega est une dictature ».
En 2021, il doit s'exiler en Espagne, après l'émission d'un mandat d'arrêt à son encontre. En février 2023, il est privé de sa nationalité par une décision de justice. C'est aussi le cas de 93 autres opposants au régime du couple Ortega-Murillo.

## Œuvres

### Nouvelles, histoires et romans
- Tiempo de Fulgor (1967)
- De tropeles y tropelías (1972)
- Charles Atlas también muere (1976)
- Te dio miedo la sangre ? (1977)
- Castigo Divino (1988), roman Publié en français sous le titre Châtiment divin, traduit par Claude Fell, Paris, Éditions Denoël, 1994  (ISBN 2-207-24151-3)
- Clave de Sol (1992)
- Un Baile de Máscaras (1995), roman Publié en français sous le titre Le Bal des masques, traduit par Claude Fell, Paris, Payot & Rivages, coll. « Littérature étrangère », 1997  (ISBN 2-7436-0274-0)
- Cuentos Completos (1997)
- Margarita, está linda la mar (1998)
- Sombras nada más (2002)
- Mil y una muertes, (2004), roman
- El Reino Animal (2006), histoires
- Juego Perfecto (2008), nouvelles
- El cielo llora por mí (2009), roman Publié en français sous le titre Il pleut sur Managua, traduit par Roland Faye, Paris, Éditions Métailié, coll. « Bibliothèque hispano-américaine », 2011  (ISBN 978-2-86424-772-2)
- Ya nadie llora por mi (2017), roman Publié en français sous le titre Retour à Managua, traduit par Anne Proenza, Éditions Métailié, coll. « Bibliothèque hispano-américaine », 2019  (ISBN 979-10-226-0911-1)
- Tongolele no sabía bailar (2021), roman Publié en français sous le titre À balles réelles, traduit par Anne Proenza, Éditions Métailié, coll. « Métailié noir », 2023  (ISBN 979-10-226-1323-1)

### Essais et témoignages
- Mis días con el Rector (1965)
- Hombre del Caribe (1977)
- Pensamiento vivo de Sandino (1981)
- Balcanes y Volcanes (1983)
- El Alba de Oro (1983)
- Estás en Nicaragua (1985)
- Las armas del futuro (1987)
- La Marca del Zorro(1989)
- Confesión de Amor (1991)
- Oficios Compartidos (1994)
- Biografía Mariano Fiallos (1997)
- Adiós Muchachos (1999) Publié en français sous le titre Adios Muchachos ! Mémoires de la révolution sandiniste, Paris, Éditions Syllepse, 2004  (ISBN 978-2-84797-090-6)
- Mentiras Verdaderas (2001)